# Kjeld Abell
Kjeld Abell (* 25. August 1901 in Ribe; † 5. März 1961 in Kopenhagen) war ein dänischer Schriftsteller, Bühnenbildner und Gesellschaftskritiker. Er gilt als einer der bedeutendsten Dramatiker Dänemarks im 20. Jahrhundert. 

## Leben
Abell studierte zunächst Politikwissenschaft, begann danach jedoch eine Laufbahn als Bühnenbildner in Paris. Hier begann er auch selbst Bühnenstücke zu schreiben und entwickelte sich zu Dänemarks eigenwilligstem Theatermann, der die volle Breite der Bühnentechnik ausnutzte, um neue eindrucksvolle Szeneneffekte zu schaffen, wie etwa in Daga paa en Sky (1947; „Tage auf einer Wolke“) und Skriget (1961; „Der Schrei“). Abell verstand sich als Sozialist.
Er liegt auf dem Assistenzfriedhof im Kopenhagener Stadtteil Nørrebro begraben.

## Dramatik
Zu seinen bekanntesten Stücken, die auch außerhalb seiner Heimat bekannt wurden, gehören Melodien der blev væk (1935, „Die verlorene Melodie“) und Anna Sophie Hedvig (1939), welches den Einsatz von Gewalt als Mittel gegen Tyrannei verteidigt.

### Drehbuch
- Millionærdrengen, 1936
- Tak fordi du kom, Nick, 1941
- Regnen holdt op, 1942
- Ta' briller på, 1942

### Schauspiel
- Melodien der blev væk, 1935.
- Eva aftjener sin Barnepligt, 1936.
- Anna Sophie Hedvig, 1939.
- Judith, 1940.
- Dyveke, 1940.
- Dronning gaar igen, 1943.
- Silkeborg, 1946.
- Dage paa en sky, 1947.
- Ejendommen Matr.Nr. 267, Østre Kvarter, 1948.
- Miss Plinckby's kabale, 1949.
- Vetsera blomstrer ikke for enhver, 1950.
- Den blå pekingeser, 1954.
- Andersen eller hans livs eventyr, 1955.
- Kameliadamen, 1959.
- Skriget, 1961.

## Sonstiges
- Paraplyernes oprør, Kinderbuch, 1937.
- Teaterstrejf i paaskevejr, Theateressays, 1948.
- Fodnoter i støvet, Reisebeschreibung, 1951.
- De tre fra Minikoi, Roman, 1955.
- Synskhedens gave, Essays, 1962

## Auszeichnungen
- 1951 Literaturpreis Drachmannlegatet